# Béthencourt-sur-Mer
Béthencourt-sur-Mer – miejscowość i gmina we Francji, w regionie Hauts-de-France, w departamencie Somma.
Według danych na rok 2011 gminę zamieszkiwały 1033 osoby, a gęstość zaludnienia wynosiła 350 osób/km² (wśród 2293 gmin Pikardii Béthencourt-sur-Mer plasuje się na 287. miejscu pod względem liczby ludności, natomiast pod względem powierzchni na miejscu 1059.).